# Grignetta
La Grignetta o Grigna meridionale o Grigna di Campione è una montagna nel comune di Mandello del Lario alta 2177 m (secondo altre fonti 2184 m), facente parte del gruppo delle Grigne insieme alla più elevata Grigna o Grignone.

## Descrizione
Di forma piuttosto regolare, è sostanzialmente composta da due versanti: uno meridionale (che si affaccia sulla conca dei Piani Resinelli e su Lecco), uno settentrionale (meno sviluppato, che si raccorda col Grignone). I due versanti sono separati da altrettante e ben determinate creste: ad ovest la cresta Segantini, ad est la cresta Sinigaglia. La morfologia ne palesa bene la natura geologica calcarea e l'origine marina è testimoniata anche dalla buona presenza di fossili nelle sue rocce.
Di fama alpinistica celeberrima e internazionale, attira in ogni stagione molti alpinisti che salgono gli innumerevoli torrioni, monoliti, guglie e pinnacoli di cui è composta, divenendo negli anni palestra d'arrampicata preferita di grandi nomi dell'alpinismo mondiale come Emilio Comici, Riccardo Cassin, Walter Bonatti, i quali tracciarono vie di roccia ritenute oggi "classiche".
Dalla vetta si gode un panorama notevole, molto aperto soprattutto sulla Pianura Padana e soltanto chiuso verso nord dalla vicina mole della Grigna settentrionale. Proprio sulla cima della Grigna Meridionale si trova il Bivacco Ferrario, un piccolo bivacco alpino sempre aperto e realizzato con una struttura in metallo.
Dal Canalone Porta nasce il torrente Grigna che, dirigendosi a sud, confluisce nel Gerenzone che sbocca a Lecco.
Nella nota canzone di montagna La leggenda della Grigna rappresenta la sentinella che uccise su ordine della guerriera (la Grigna stessa), il cavaliere innamorato.

### Strutture rocciose
Le principali strutture rocciose presenti in Grignetta sono:
- Sigaro Dones 1980 m s.l.m.
- Torrione Magnaghi Meridionale (Primo Magnaghi) 2040 m s.l.m.
- Torrione Magnaghi Centrale (Secondo Magnaghi) 2045 m s.l.m.
- Torrione Magnaghi Settentrionale (Terzo Magnaghi) 2078 m s.l.m.
- Il Campaniletto 1730 m s.l.m.
- La Torre 1728 m s.l.m.
- Il Fungo 1713 m s.l.m.
- La Lancia 1730 m s.l.m.
- Guglia Angelina 1853 m s.l.m.
- Ago Teresita 1860 m s.l.m.
- Torrione Clerici 1930 m s.l.m.
- Torrione Palma 1928 m s.l.m.
- Piramide Casati 1940 m s.l.m.
- Torrione del Cinquantenario 1743 m s.l.m.
- Torre Cecilia 1800 m s.l.m.
- Campaniletto del Rifugio 1780 m s.l.m.
- Punta Giulia 1563 m s.l.m.
- La Mongolfiera 1771 m s.l.m.
- Torre Costanza 1723 m s.l.m.
- Torrione del Pertusio 1557 m s.l.m.
- Torrione Vittorio Ratti 1570 m s.l.m.
- Il Dito 1106 m s.l.m.

### Vie di salita
La cresta Cermenati rappresenta la via normale di salita, ha inizio dai Piani Resinelli e percorre la poco marcata cresta presente sul versante meridionale con qualche elementare passaggio roccioso. Si tratta dell'unico percorso di difficoltà escursionistica, tutti gli altri sono di tipo EE. Il sentiero 7 ha una lunghezza di 6,5 km e 850 metri di dislivello con una pendenza costante e si prende dal rifugio Carlo Porta.
Il sentiero Cecilia si sviluppa sul versante sudoccidentale e collega il rifugio Rosalba alla vetta; presenta alcuni tratti attrezzati con catene.
La cresta Segantini collega il colle Valsecchi alla vetta e presenta difficoltà di III grado.
La cresta Sinigaglia si sviluppa sul versante sud-orientale, partendo dal rifugio Porta.
La traversata alta collega la vetta della Grignetta alla vetta del Grignone lungo il versante settentrionale.

## Galleria d'immagini

Gruppo del Cecilia
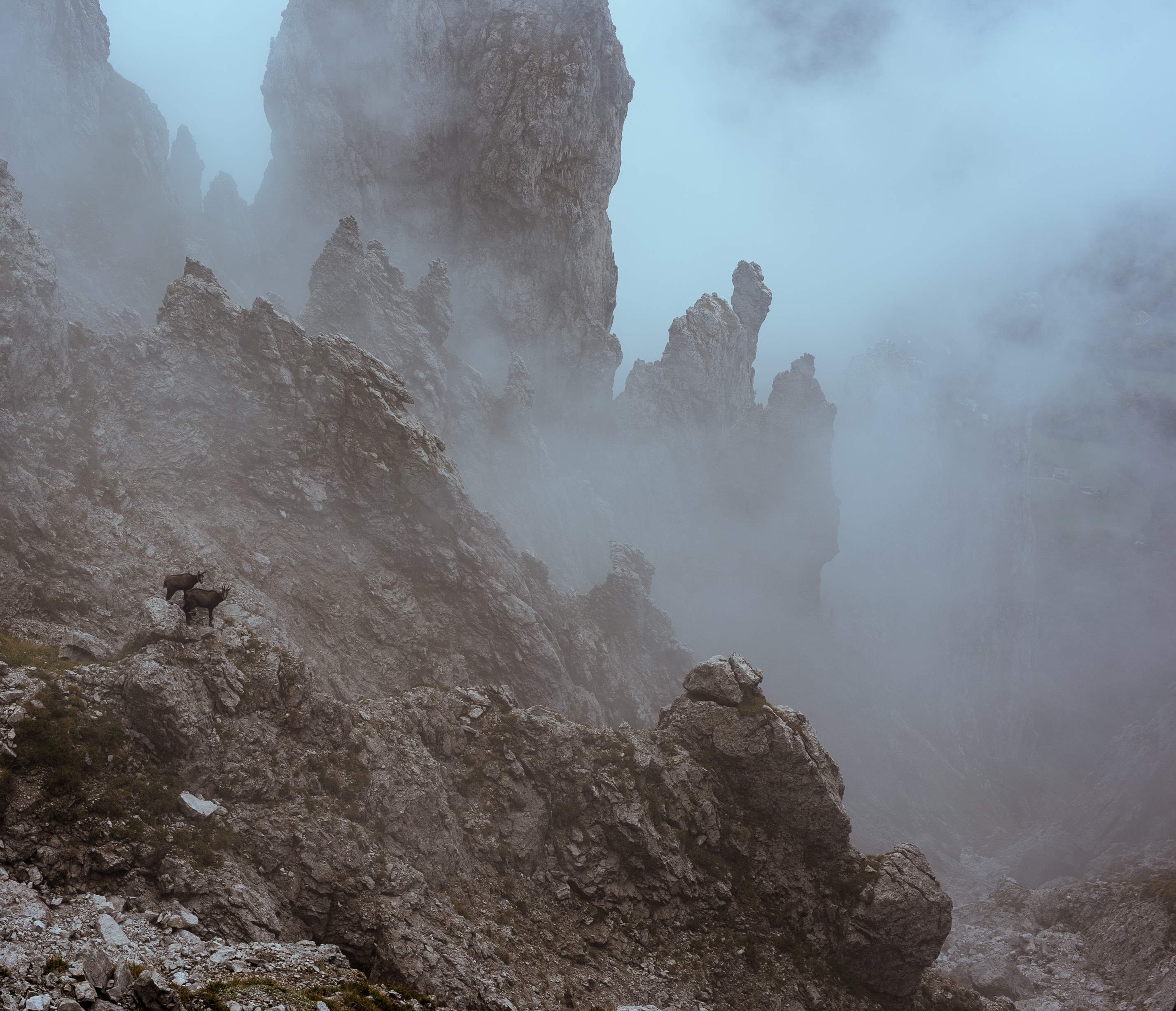
Camosci sul Sentiero Cecilia nell'autunno 2016
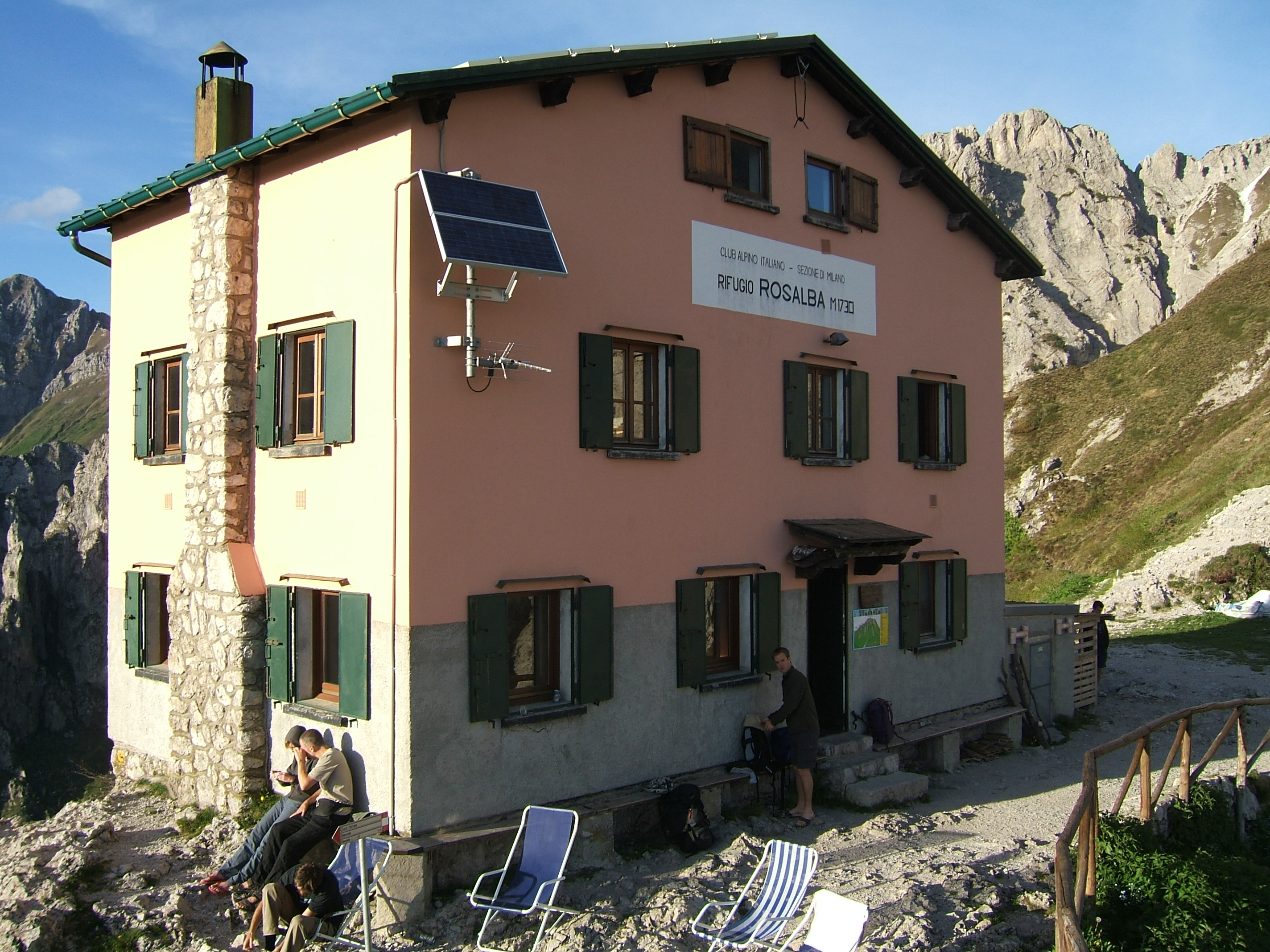
Il Rifugio Rosalba.
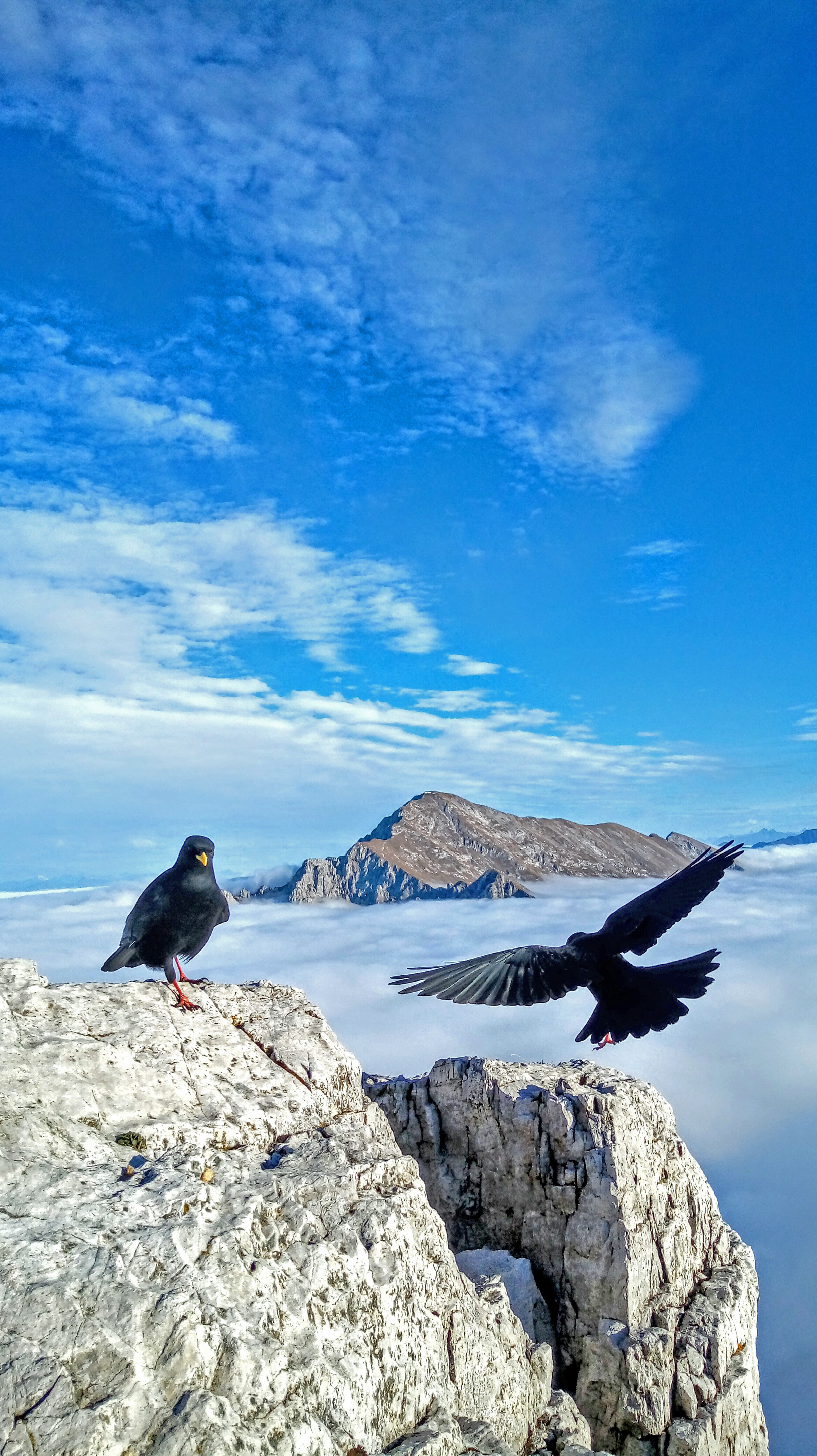
Due gracchi alpini sulla Grigna Meridionale
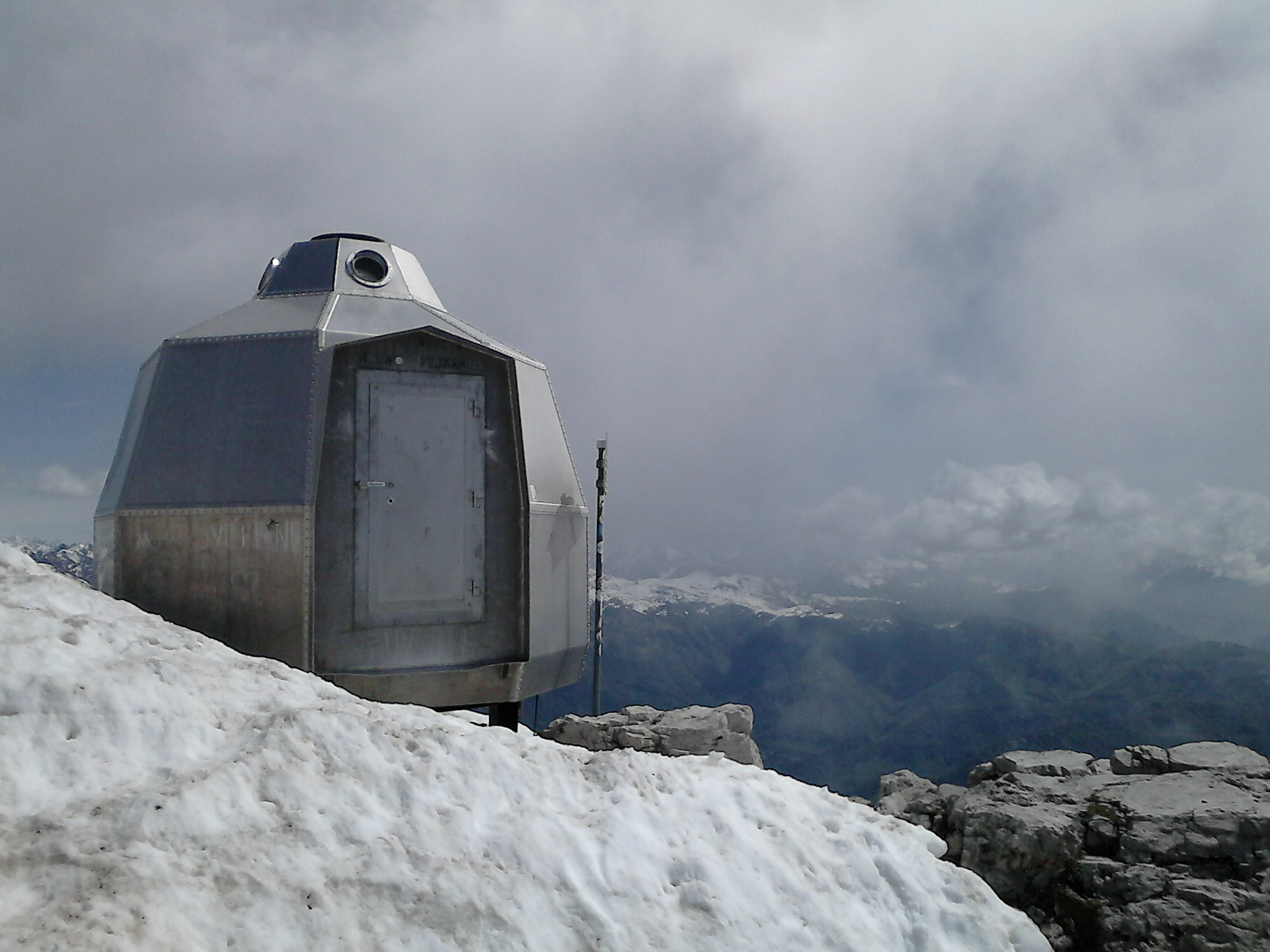
Il bivacco Ferrario posto in cima alla Grignetta
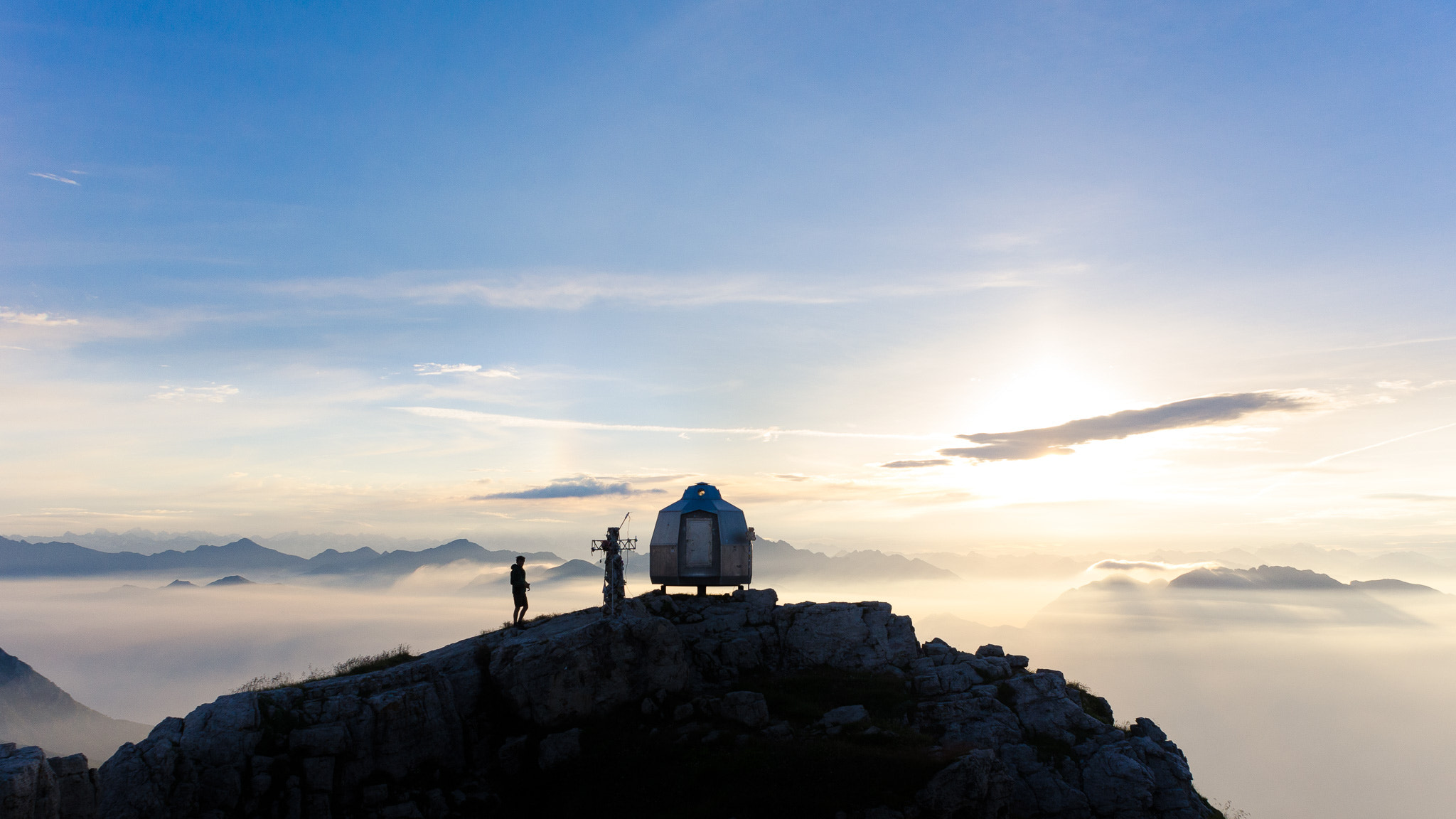
L'alba vista dalla cima della Grignetta.
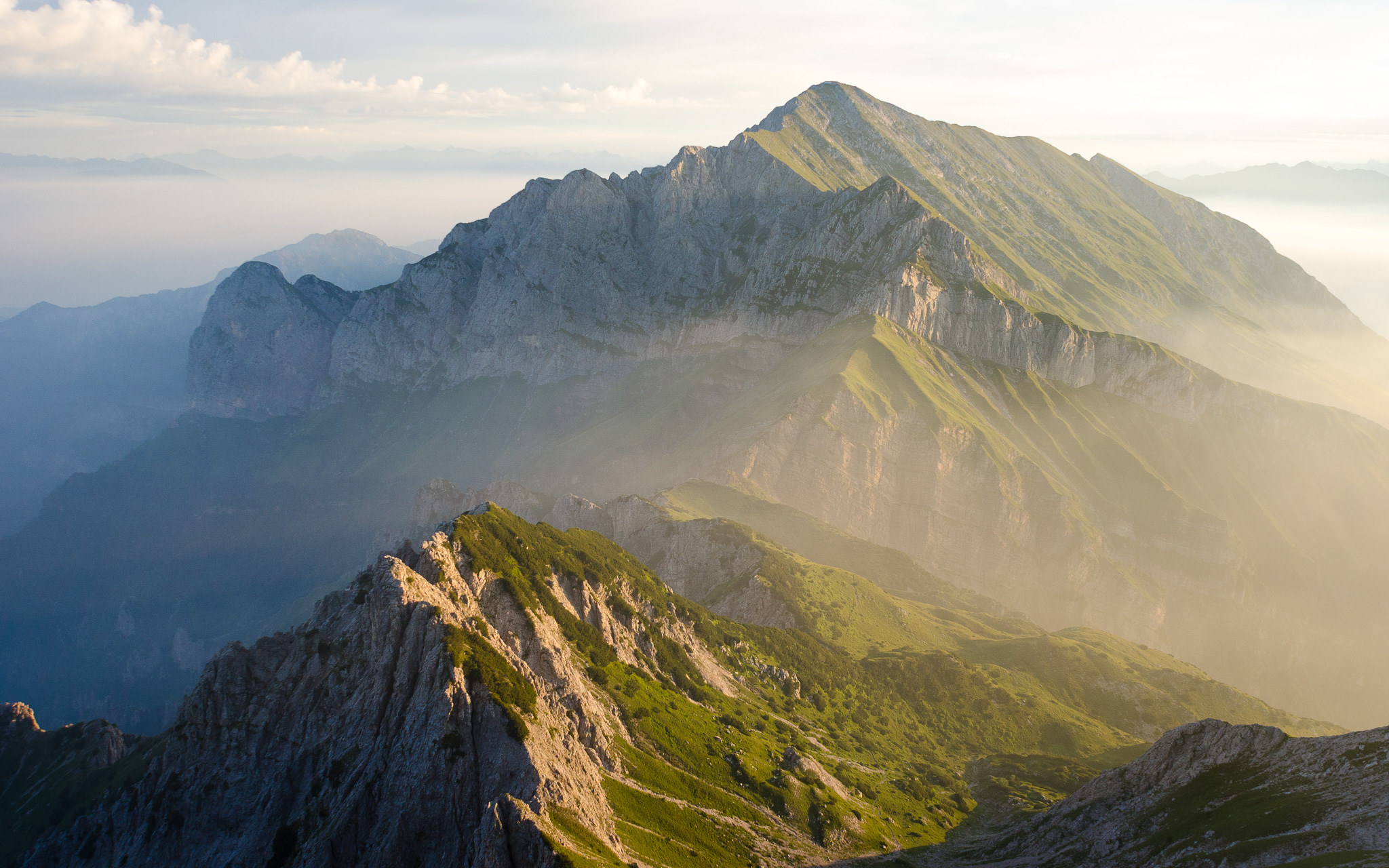
La Grigna Settentrionale vista dalla cima della Grignetta.
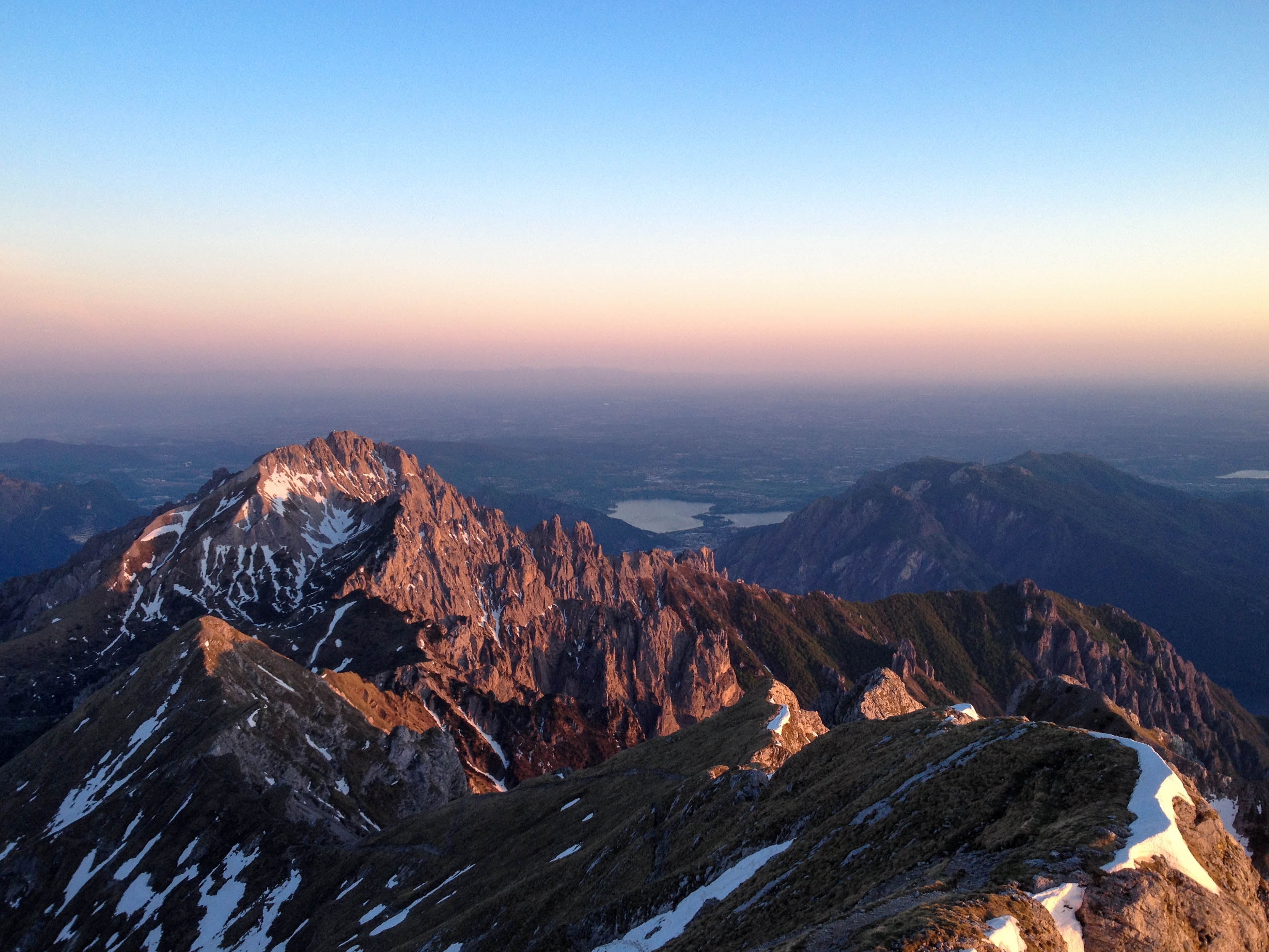
Il versante settentrionale della Grignetta visto dal Rifugio Luigi Brioschi
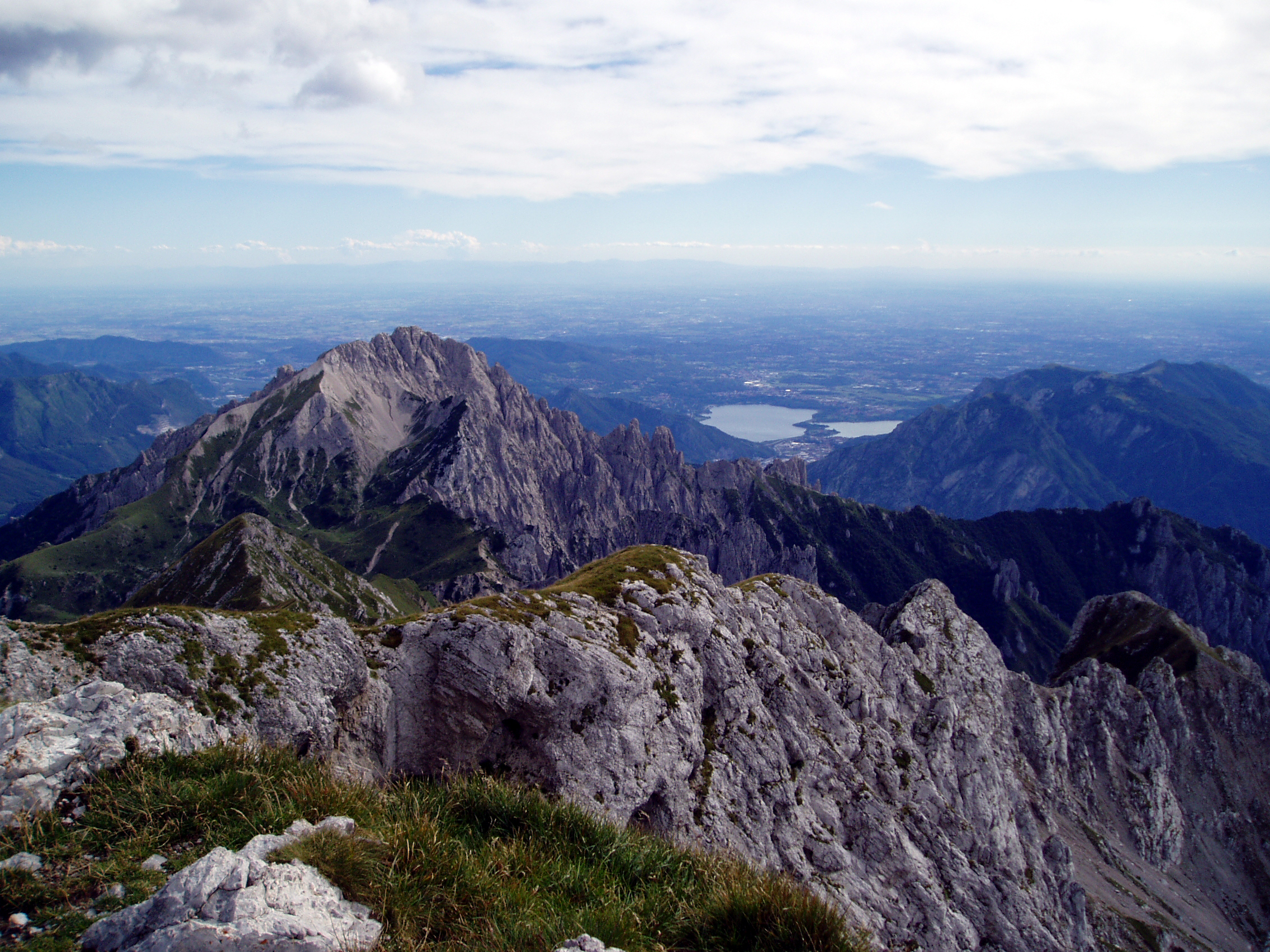
La Grigna meridionale vista dalla Grigna settentrionale